# Мавзолей Конфуция (Нагасаки)
Мавзолей Конфуция (яп. 孔子廟 ) в городе Нагасаки — единственный в мире конфуцианский храм, построенный китайцами за границами Китая. Даже сегодня земля, на которой он стоит, является китайской территорией и права на землю принадлежат посольству Китая в Токио.

## История
Первый мавзолей Конфуция был построен в 1893 году китайской общиной Нагасаки при поддержке правительства династии Цин. Он был основан как место отправления культа и обучения китайцев. При храме размещались конфуцианские святилища и начальная школа. Эти здания серьезно пострадали во время взрыва атомной бомбы 9 августа 1945 года и были восстановлены и открыты для общественности только в сентябре 1967 года. Храм был полностью отремонтирован в 1982 году. Вне стен храма находятся 72 статуи, изображающие 72 последователей Конфуция.
В задней части храма находится Музей китайской истории и экспозиция из дворца-музея в Пекине. Здесь экспонируются карты Великого Шелкового пути и модели ранних китайских изобретений, таких как первый в мире сейсмограф.
На втором этаже более 80 экспонатов различной древности, предоставленных непосредственно Национальным музеем Китая и дворцом-музеем в Пекине.